# CG-3
De CG-3 (Carretera General 3) is een hoofdweg in Andorra. De weg verbindt de hoofdstad Andorra la Vella via La Massana met het skigebied Vallnord. De CG-3 is ongeveer 29 kilometer lang.

## Zijtakken
De volgende CS-wegen (carreteras secundarias) zijn zijtakken van de CG-4:
| Nummer | Lengte | Verloop                                               |
| ------ | ------ | ----------------------------------------------------- |
| CS-310 | 9 km   | Sispony (CG-3) - Anyós - Collada de Beixalís (CS-210) |
| CS-320 | 6 km   | Sispony (CG-3) - Cortals de Sispony                   |
| CS-340 | 9,5 km | Ordino (CG-3) - Coll d'Ordino - (CS-240)              |
| CS-350 | ntb.   | CG-3 - Sornàs                                         |
| CS-370 | 3 km   | El Serrat (CG-3) - Vall de Sorteny                    |

CG-1 · CG-2 · CG-3 · CG-4 · CG-5 · CG-6